# Coneix el teu client
Coneix el teu client (en anglès: Know Your Customer, KYC) és el conjunt de directrius i regulacions en serveis financers requerides pels professionals per verificar la identitat, la idoneïtat i els riscos que comporta mantenir una relació comercial amb un client. Els procediments s'ajusten a l'àmbit més ampli de la normativa contra el blanqueig de capitals (anti-money laundering, AML) i el finançament contra el terrorisme (counter terrorism financing, CTF).
Els processos KYC també són utilitzats per empreses de totes les mides amb el propòsit d'assegurar-se que els seus clients, agents, consultors o distribuïdors proposats compleixen la normativa contra el suborn i són realment qui diuen ser. Els bancs, les asseguradores, els creditors d'exportació i altres institucions financeres estan cada cop més obligats a assegurar-se que els clients proporcionin informació detallada de diligència deguda. Inicialment, aquestes regulacions s'imposaven només a les institucions financeres, però ara la indústria no financera, les tecnologies financeres (fintech), els comerciants d'actius virtuals i fins i tot les organitzacions sense ànim de lucre estan obligades a usar-les.

## Coneix el client del teu client (KYCC)
Coneix el client del teu client (Know Your Customer's Customer, KYCC) és un procés que identifica les activitats i la naturalesa del client d'un client. Això inclou la identificació dels seus clients, l'avaluació dels seus nivells de risc associats i les activitats associades en què participa el client (empresa) del client.
KYCC és un derivat del procés estàndard de KYC, que es va necessitar pel risc creixent de frau provinent d'individus o empreses fraudulentes, que d'altra manera podrien estar amagats en relacions comercials de segon nivell, és a dir, client d'un client.

## Coneix el teu negoci (KYB)
Coneix el teu negoci (Know Your Business, KYB) és una extensió de les lleis KYC implementades per reduir el blanqueig de diners. KYB és un conjunt de pràctiques per verificar un negoci. Inclou la verificació de les credencials de registre, la ubicació, els ultimate beneficial owners (UBO) d'aquest negoci, entre d'altres. A més, l'empresa es controla amb llistes negres i llistes grises per comprovar si va estar involucrada en algun tipus d'activitat delictiva com el blanqueig de diners, finançament del terrorisme, corrupció, etc. Aquesta pràctica és important per identificar entitats comercials falses i empreses fictícies. És crucial per al compliment eficient del KYC i l'AML.
Segons la cinquena directiva AML de la Unió Europea, el KYB és necessari per a les entitats regulades per AML següents:
- Entitats de crèdit
- Agents immobiliaris
- Comptables externs
- Institucions financeres
- Serveis de jocs d'atzar
- Notaris
- Auditors de serveis
- Assessors fiscals
- Confiança
- Empreses d'inversió

## Coneix el teu client electrònic (eKYC)
Coneixeu el teu client electrònic (Electronic Know Your Customer, eKYC) implica l'ús d'Internet o mitjans digitals de verificació d'identitat. Això pot implicar comprovar que la informació proporcionada és vàlida mitjançant l'ús de sistemes per validar documents d'identificació i prova d'adreça o comprovant la informació amb bases de dades governamentals, com ara la base de dades oficial de passaports d'un país.

## Lleis per estat
- Austràlia: l'Australian Transaction Reports and Analysis Center (AUSTRAC), establert el 1989, supervisa les transaccions financeres a Austràlia,[5][6] i estableix els requisits d'identificació dels clients.
- Canadà: el Financial Transactions and Reports Analysis Centre of Canada (FINTRAC), establert l'any 2000, és la unitat d'intel·ligència financera del Canadà. El juny de 2016 va actualitzar la seva normativa sobre mètodes acceptables per determinar la identitat dels clients individuals per garantir el compliment de les regulacions AML i KYC. Hi ha una demanda pendent al Canadà que impugna la constitucionalitat de la nova legislació.[7]
- Índia: el Reserve Bank of India va introduir les directrius KYC[8] per als bancs el 2002.
- Itàlia: la Banca d'Italia exerceix el poder de regulació del sector financer, l'any 2007 va establir els requisits KYC per a les entitats financeres que operen en territori italià.[9]
- Japó: Llei d'identificació de clients per entitats financeres de 2003.[10]
- Mèxic: La Llei Federal de Prevenció i Identificació d'Operacions amb Recursos d'Origen Il·lícit, promulgada el 2012 amb l'administració del president Felipe Calderón, va entrar en vigor el 2013 amb l'administració del president Enrique Peña Nieto.[11]
- Namíbia: Llei d'intel·ligència financera de 2012 (Llei núm. 13 de 2012) publicada com a Avís del govern 299 a la Gaceta 5096 de 14 de desembre de 2012.[12]
- Nova Zelanda: les lleis KYC actualitzades es van promulgar a finals de 2009 i van entrar en vigor el 2010. El KYC és obligatori per a tots els bancs i institucions financeres registrats (aquest últim té un significat extremadament ampli).[13]
- Corea del Sud: la Llei sobre la notificació i l'ús de determinada informació sobre transaccions financeres regula la diligència deguda a l'estat asiàtic.[14]
- Regne Unit: les normes de blanqueig de capitals de 2017[15] són les regles subjacents que regeixen el KYC al Regne Unit. Moltes empreses del Regne Unit utilitzen l'orientació proporcionada pel Grup directiu europeu conjunt de blanqueig de capitals juntament amb la 'Financial Crime: A guide for firms' de la Financial Conduct Authority com a ajuda per al compliment.[16]

## Crítica
Les crítiques a aquesta política inclouen:
- Saber que el teu client suposa una càrrega costosa per a les empreses que operen al sector financer, especialment les empreses financeres més petites, on els costos de compliment són desproporcionadament elevats.[17]
- Els clients poden sentir que la informació sol·licitada és intrusiva i onerosa i, com a resultat, poden optar per no entrar a la relació comercial.[18]
- És molt probable que els individus innocents i respectuosos de la llei, com aquells que siguin nòmades digitals, es trobin en desavantatge desproporcionat, ja que viure una vida nòmada fa que cada cop sigui més difícil o fins i tot impossible mantenir cap relació bancària formal a qualsevol part del món a causa de la manca de prova de domicili, factures i/o documentació de deute requerida per KYC.
- Alguns ciutadans d'altres països (Canadà) estan lluitant contra l'excés d'abast dels EUA al seu sistema bancari sobirà i han impugnat la nova llei dels EUA als seus tribunals.[19][20]